# Číhalka pospolná
Číhalka pospolná (Atherix ibis) je druh hmyzu z řádu dvoukřídlých (Diptera). Dříve byla zařazována do čeledi číhalkovitých (Rhagionidae), v současnosti je v samostatné čeledi Athericidae. V Česku je chráněná zákonem jako ohrožený druh.

## Popis

### Dospělec
Dospělá číhalka pospolná je moucha se štíhlým nebo robustním tělem a dlouhýma nohama, které mají zahrocenou ostruhu na střední a zadní části holeně. Abdominální hřbetní štítky jsou příčně páskované, někdy s rozsáhlým světlým vzorem u samic. Krátká tykadla číhalky jsou tříčlánková, vztyčená, poslední segment je větší a není prstencový. Oči se u samců téměř stýkají zatímco u samic jsou široce oddělené. U kousacího ústrojí jsou maxilární palpy 1 nebo 2 článkové, vibrissy nejsou přítomné. Křídla s diskovitými články jsou relativně velká s víceméně odlišnými tmavými vzory.

### Larva
Vodní larvy jsou obdařeny páry panožek na břišních segmentech 1 – 7. Dva hřbetní a dva boční vzdušnicové výstupky jsou vyvinuté na břišních segmentech 2 – 7. Larvy mají dlouhé masité filamenty[nepřesný odkaz], sahají od zadního konce, a krátké filamenty, která vyčnívají z každé strany každého břišního článku. Od larv ovádů, kterým se podobají, se odlišují nápadnými panožkami na zadečku.

## Rozšíření
Číhalka pospolná je mozaikovitě rozšířena po celé Evropě. Původně byla také rozšířena po celém území České republiky. V současnosti je v nížinách téměř vyhubena a v horách je vzácná. Mezi místa, kde lze tento hmyz dosud nalézt, patří Šumava a Novohradské hory.

## Stanoviště
Svým vývojem je tento druh vázán na čistou vodu, která má kvalitu vody pitné.

## Biologie
Z biologického hlediska se jedná o velice zajímavý druh. Vyznačuje se totiž velmi neobvyklým způsobem rozmnožování. Oplozené samice se slétají na jakási „shromaždiště“ nad vodou (převislé kameny, větve, most), kde vytváří velké roje. Roje mají tvar a velikost zhruba vlaštovčího hnízda a v přírodě se s nimi můžeme setkat od června do srpna. Jeden roj může obsahovat až několik set jedinců. Přilétající samice po nakladení vajíček v roji hynou a na jejich mrtvá těla stále sedají další samice. Tak se vytvoří shluk mrtvých samic a vajíček.
Vylíhlé larvy se pak živí těly uhynulých samic a postupně padají do vody. Dále se pak vyvíjejí ve vodě, kde vedou dravý způsob života. Vývoj ve vodě pak trvá dva roky.

## Hodnota
Číhalka pospolná patří mezi ohrožené druhy, uvedené v Červené knize ohrožených druhů České republiky. Hrozí ji vymizení a její přežití je nepravděpodobné, pokud budou nadále trvat příčiny jejího ohrožení.

## Příčiny ohrožení
Číhalky pospolné jsou vázány na čistou vodu a díky vlivu znečištění některých toků z mnoha míst zmizely. Lokální ohrožení může nastat likvidací rojů, to se však často nestává.

## Ochrana
Jediným možným způsobem ochrany je ochrana celých povodí před znečištěním.